# Cornelius Martin Wohlers
Cornelius Martin Wohlers, auch Cornelis Martin Wohlers (* 1721 oder 1731; † Dezember 1813 in Ochsenwerder; ▭ 13. Dezember 1813 im Alter von 93 Jahren) war ein deutscher Kapitän und Kartograf.

## Leben
Wohlers stand als Ingenieur-Capitain im Dienst des Lotsen- und Uferwesens der Freien und Hansestadt Hamburg. Er war der letzte Kapitän des seit etwa dem Jahre 1610 an der Moorwerder Spitze (Bunthäuser Spitze) stationierten Wachtschiffs, das gewöhnlich der Auslieger zum bunten Hause genannt wurde. Die ursprüngliche Aufgabe des Schiffes war, die Stapelgerechtigkeiten Hamburgs aufrechtzuerhalten, indem die mit Handelsware beladenen Schiffe nicht durch die Süderelbe ostwärts gelassen, sondern gezwungen werden sollten, die Waren im Hamburger Hafen zum Verkauf zu stellen. Durch den Aufschwung des Hamburger Handels bedurfte es nicht mehr der Aufrechterhaltung des veralteten Stapelrechts. Das Wachtschiff am bunten Hause, besetzt mit einem Kapitän und zwölf Mann Besatzung, behielt aber seinen Platz bis zum Anfang des 19. Jahrhunderts und diente nur noch einer ziemlich nutzlosen Kontrolle über die nach Hamburg fahrenden Schiffe.
Im Nebenamt verfertigte Wohlers Karten der Elbe, der Nordsee bis Helgoland und eine Karte, die das Gebiet von der Reede bei Lübeck bis Hamburg zeigt. Die Karten wurden von den Kupferstechern Franz Nikolaus Rolffsen und Thomas Albrecht Pingeling gestochen. Hinzu kommt eine Ansicht von Detroit sowie ein historischer Stadtplan Hamburgs zur Zeit der Christianisierung, den jedoch schon Cipriano Francisco Gaedechens als „gänzlich unzuutreffend und werthlos“ charakterisierte.
Ab ca. 1770 unterstützte ihn sein Sohn Christian Peter (Pieter) Wohlers († vor 1816?) als Kartenzeichner und -verleger.

## Werke
- Accurate Charte vom Elbe-Strom von der rohten Tonne in der See zum Amte Ritzebüttel u.s.w. und der Stadt Hamburg bis Geesthacht, mit allen in der Elbe liegenden Inseln, und Sandbänken, und Signalen, auch gelegten Tonnen, nach dem Compas, und Distantz der Meilen. [Ca. 1:140 000] [Hamburg], 1774 (deutschefotothek.de Digitalisat). – Anton Friedrich Büsching: kritisiert in seiner Rezension dieser Elbkarte in den Wöchentliche Nachrichten von neuen Landcharten, geographischen, statistischen und historischen Büchern und Sachen. die Unzuverlässigkeit in der Beschreibung und Benennung der politischen Verhältnisse an Land, also links und rechts der Elbe.[6] Diese Kritik wiederholt sich dann 1776 im Litterarischer Almanach der Deutschen: auf das Jahr 1775: enthaltend ein systematisches Verzeichniß derjenigen Schriften, welche die Litteratur des besagten Jahres ausmachen.[7]
- Accurate Charte eines theil von der Noord-See: von Helgeland nach die Elbe und Weser & Jaade auch der Weser-Strom, von der Schlüssel-Tonne in der See zu der Stadt Bremen. Als auch eines theil vom Elbe-Strom, von der rothen Tonne in der See zu Cuxhaven bis an Ballie und Brunsbüttel ; Ferner auch die Eyder und Hever-Strom mit allen in der Gegend liegenden Inseln, und Sandbäncken, auch gelegten Tonnen nach dem Compas und Distanz der Meilen In Accurate Latitudo vorstellig macht = Pascaart van De Noord Zee. [Ca. 1:200 000] [S.l.] 1775 (deutschefotothek.de Digitalisat).
- Carte von der Lübecker Reede in die Oost-See beÿ Travemünde : auch dem Trave-Flus zu der Stadt Lübeck, und der Gegend, bis zu der Stadt Hamburg am Elbe-Strom, auch die Süder- und Norder-Elbe, mit dem Inseln und die Oben-Elbe biß an Lauenburg und Lüneburg, an Elmenau-Flus vorstellig macht, mit Prospect, von der Stadt Lübeck = Tabula sistens nobilissimi Albis fluvii partem superiorem a civitate Hamburgensi ad Lauenburgum usque et Luneburgum Situs item territorii Lubecensis ad Travemundam usque et ostium Maris Balthici, cum fluminibus ab utroque latere in Albim et mare fluentibus, et typo civitatus Lubecensis. [Ca. 1:110 000] Hamburg 1781 (deutschefotothek.de Digitalisat). – Oswald Dreyer-Eimbcke stellt für diese Darstellung die Vorbildfunktion der Karte der Lübecker Bucht von Johannes Mejer heraus.[8]
- Grundriß der alten Stadt Hamburg. 1789. (Neuauflage: Grundriß der Stadt Hamburg zur Zeit Carls des Großen, Anno 803, nach dem Entwurf des verstorbenen Capitains Christian  Wohlers, gezeichnet von C. Wohlers 1789, gestochen von Wolf. Hamburg 1816).